# Benoît Moritz
Benoît Moritz (n. 21 de junio de 1972)
 es un arquitecto y urbanista belga.

## Biografía
Benoît Moritz se graduó en arquitectura por la Universidad ISACF-La Cambre y en urbanismo por la Universidad Politécnica de Cataluña. En 2001, cofundó en Bruselas el despacho de arquitectura MSA, junto con Jean-Marc Simon. MSA fue reconocido en 2017 con el Premio Mies van der Rohe «Emerging Architects» por su proyecto NAVEZ, cinco unidades de vivienda social en Schaerbeek, Bruselas. Junto a Moritz y Jeaan-Marc Simón, recibieron el premio Alain Simon, Julien Deloffre y Thierry Decuypere.
En su vertiente académica, Moritz ha desarrollado su actividad investigadora y como profesor en la Facultad de Arquitectura de la Universidad Libre de Bruselas, donde es el cocoordinador del Laboratorio de Urbanismo, Infraestructuras y Ecología (LoUIsE). Su campo de investigación se centra en proyectos urbanísticos desarrollados en ciudades belgas y los agentes implicados en ellos. Fue miembro del Premio Europeo del Espacio Público Urbano y es autor de numerosos artículos y textos sobre urbanismo, entre los que cabe destacar «Concevoir et aménager les espaces publics à Bruxelles» en Brussels Studies (Article 50, Collection générale 2011).
Benoît Moritz es miembro de la Real Academia de Bélgica desde 2017.